# ポール・ルセサバギナ

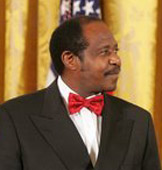
ポール・ルセサバギナ

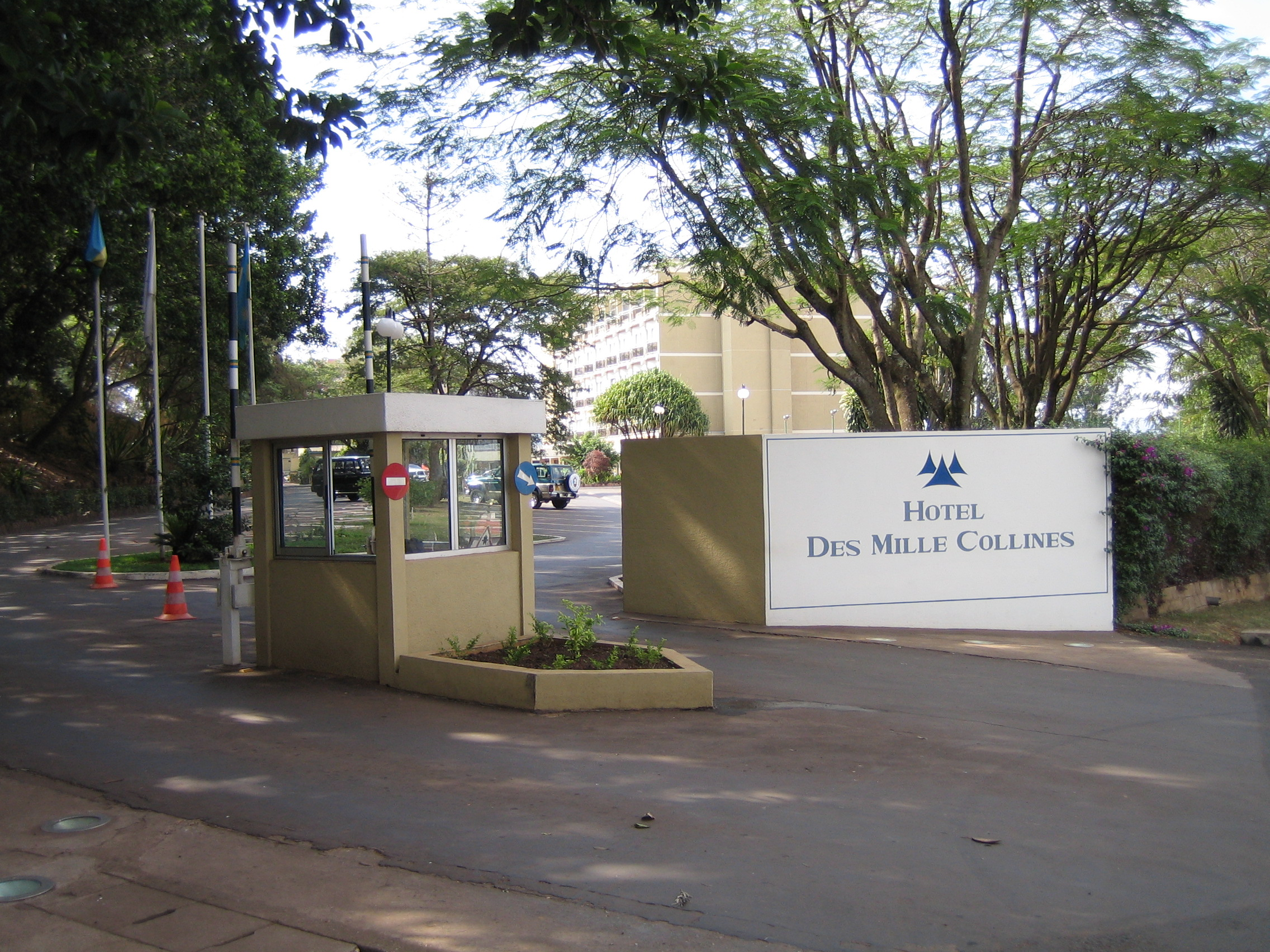
ホテル・ミル・コリンの正面。

ポール・ルセサバギナ（Paul Rusesabagina, 1954年6月15日 - ）は、ルワンダ出身の実業家。
ルワンダの首都キガリのオテル・デ・ミル・コリン（フランス語: Hôtel des mille collines）の副支配人の任にあった1994年、ルワンダ虐殺の中で1268人の人々をホテルに匿い救った行動によって、国際的に賞賛された。
ポール・カガメ政権批判の急先鋒であり、激しく対立している。2018～2019年の武装組織への金銭的援助などが指摘され、「テロ行為」の罪で禁錮25年が言い渡されたが、2023年3月に恩赦によって2年半で解放された。

## 経歴

### 生い立ち
1954年6月15日、ルワンダ中南部のムラマ＝ギタラマ (Murama-Gitarama) に農家の息子として生を受ける。父親はフツ、母親はツチであり、当時は父親の血統が受け継がれたためフツとされた。姓のルセサバギナはルワンダ語で「敵を追い払うもの」を意味し、名のポールはパウロに由来する。
1975年から1978年までカメルーンで神学を学び、1979年にサベナ航空に雇われ、アカゲラ国立公園内のホテル・アカゲラのフロントオフィス・マネージャーに就任する。ここで観光・ホテル・ケータリング産業を学び、1980年から1984年にかけてナイロビのケニア・ウタリー大学でホテル経営を学ぶ。
1987年には、後の妻になるタチアナ（Tatiana、ツチ）と結婚式で出会っている。その後再びサベナ社で働き始め、1984年10月から1993年11月までミル・コリン・ホテルの副総支配人を勤め、1992年には同じくサベナ社が経営するディプロマット・ホテル (Hôtel des Diplomates) の総支配人となった。

### 避難民を救う
首都キガリのオテル・デ・ミル・コリンの副支配人であった際、1994年3月に発生したフツによるツチ虐殺事件（ルワンダ虐殺）に遭遇。ルワンダ軍やインテラハムウェから、ツチやフツ穏健派などの1268人の人々をホテルに匿い救った。7月に一時的にホテルに戻り、1996年9月まで働いたが、新政府に近い人物がディプロマット・ホテルの管理者の地位を狙ったため身の危険を感じ、ベルギーに亡命した。現在、重量物運送会社を経営している。
難民を助けた行動から、国際的に賞賛され、「アフリカのシンドラー」とも呼ばれている。そのときの出来事を元に映画『ホテル・ルワンダ』が制作された。映画では、ドン・チードルがルセサバギナ役を演じた。
2005年にアメリカ合衆国大統領自由勲章を受勲。自伝 An Ordinary Man（Tom Zoellnerとの共著、ISBN 0670037524）を2006年4月に出版した。この自伝において、1959年の万聖節に起きた暴力事件に端を発した犯罪への「免責」の文化が、ジェノサイドの原動力となったという私見を述べた。また、国際連合ルワンダ支援団をはじめとする国連の対応への不満、虐殺容疑者に対する司法制度としてガチャチャを用いることへの疑問も書いている。

### カガメ政権からの批判
国際的な称賛の裏でポール・カガメ政権とは対立し、ルセサバギナは反政府政党を組織したが、これはコンゴ民主共和国内に独自の武装組織を持っていた。2011年、ルワンダ政府転覆を図ったと非難されたがルセサバギナ本人はこれを否定し、起訴されることもなかった。
2018年から2019年にかけてルワンダ国内で銃や手榴弾、放火などで襲撃を引き起こし9人を死亡させた武装組織に、ルセサバギナが資金援助を行っていたとして検察当局が国際指名手配。2020年8月31日、当局はルセサバギナをテロ行為の疑いで逮捕したと発表し、ルワンダに連れ戻された。
検察は9つの容疑でルセサバギナを起訴し終身刑を求刑し、ルセサバギナ側は「裁判が不公平で独立性に欠ける」として2021年3月以降は出廷を拒んだ。9月20日に有罪判決が言い渡され、初犯であることを考慮し禁錮25年となった。
940日に及ぶ収監ののち、2023年3月24日に恩赦により釈放された。ルワンダ政府の広報担当者は「恩赦の訴えを受けた大統領の命令で減刑された」と述べている。なお、『日本経済新聞』はこの釈放について、ルセサバギナが永住権を持つアメリカが「建設的な役割」を果たしたと報じている。

## モデルとした作品
- 映画『ホテル・ルワンダ』（2004年）

## 出演
- 世界一受けたい授業（日本テレビ、2013年4月27日）